# Parkwijk (Winschoten)
Parkwijk is de noordelijkste wijk van de Nederlandse stad Winschoten (provincie Groningen). De wijk telt 3.260 inwoners (2016). In 1995 waren dit nog 3.470 inwoners.

## Wijkindeling
De wijk wordt in het westen begrensd door de Molenweg (tevens de grens met Heiligerlee en de oude grens met de vroegere gemeente Scheemda), in het noorden door het Winschoterdiep en de A7, in het oosten door het Stadspark en in het zuiden door de weg Bovenburen. Tot de aanleg van de wijk vormde Bovenburen een aparte buurtschap onder Winschoten.
De wijk bestaat uit drie deelbuurten:
- Parkwijk-West (Reelaan, Marterlaan, Jachtlaan, Elandhof en Vossenkamp);
- Parkwijk-Noord (Wezellaan en Hermelijnlaan);
- Parkwijk-Oost (Eekhoornhof, Beverhof, Dassenwissel en Otterlaan.

## Geschiedenis
De grond waarop nu de wijk staat werd in de jaren 1960 bouwrijp gemaakt, waarbij een aantal boerderijen aan noordzijde van de weg Bovenburen moesten verdwijnen. In de jaren 1970 en 1980 werd vervolgens de huidige wijk aangelegd onder de naam Plan Noord. De wijk werd voorzien van veel openbaar groen en geldt als de groenste wijk van Winschoten. Aan oostzijde werd in 1968 het Winschoter Stadspark aangelegd. De bouw van de wijk hing onder meer samen met de vestiging van een persglasfabriek van Philips in 1972. Het bedrijf stelde namelijk als voorwaarde aan het bestuur van Winschoten dat er 1000 extra woningen zouden worden gebouwd om een fijn vestigingsklimaat te scheppen voor de werknemers van het bedrijf. Een deel van de groenstructuur wordt gevormd door een groene long langs de weg Bovenburen tussen het oude landgoed Oude Werf en het Stadspark.
De wijk ligt op een uitloper van het Schiereiland van Winschoten, waar de waterdoorlating slecht is. Als gevolg hiervan was er decennialang veel wateroverlast in de wijk. In de jaren 2000 werd door het loskoppelen van de regenwaterafvoer van de riolering en door de aanleg van met het Stadspark verbonden nieuwe waterpartijen getracht om hierin verbetering te brengen.
Rond 2000 werd de wijk geherstructureerd. Hierbij ontstond een conflict tussen bewoners en gemeente over een deel van de groenstrook ten noorden van de Bovenburen, alwaar de gemeente plannen had voor nieuwbouw en dat de inwoners gebruikten als park. Uiteindelijk werden de nieuwbouwplannen afgeblazen.

## Voorzieningen
Het centrum van de wijk ligt aan de Jachtlaan, waar zich een supermarkt, (en sinds 2011) buurtcentrum 't Parkholt (met kinderopvang en steunstee) en een Brede Wijkschool (met daarin OBS de Kleine Dollard en CBS de Vossenburcht) bevinden. De eerste openbare school (de Jachtlaanschool) werd hier in 1974 in gebruik genomen, later gevolgd door de openbare Wezellaanschool. In 1994 fuseerden beide scholen tot OBS de Kleine Dollard. De christelijke lagere school de Vossenburcht werd eveneens geopend in 1974 en vormde in feite een verplaatsing van de bestaande school aan de Oudewerfslaan uit 1930. In 2014 werden beide denominaties verenigd in de Brede Wijkschool, waarbinnen zij zelfstandig opereren.
Langs de Bovenburen staan eveneens twee onderwijsinstellingen: Scholengemeenschap Ubbo Emmius voor voortgezet onderwijs werd hier in 1980 als 'De Rensel' gebouwd en vormde de samenvoeging van de christelijke MAVO (daarvoor gevestigd aan de Burgemeester Schönefeldsingel) en de in de jaren 1970 aan de Bovenburen gevestigde christelijke LHNO (huishoudschool). Na een fusie kreeg de school in 1993 de naam Ubbo Emmius. De scholengemeenschap heeft twee vestigingen aan de Vovenburen. Op de hoek van de Bovenburen met het Stadspark staat een instelling voor speciaal basisonderwijs (SBO Delta), die in 1998 tot stand kwam door een fusie van de IOBK, LOM en MLK. De LOM en MLK werden hier in 1987 gevestigd.
Aan de Hoorntjesweg bevindt zich orthopedagogisch behandelcentrum Driever's Dale (woonbegeleiding voor jongeren) en aan de Wezellaan een woongemeenschap voor kinderen van stichting NOVO.
Aan de westkant van het Stadspark bevinden zich een tennishal en een kinderboerderij.